# Garcinia portoricensis
Garcinia portoricensis là một loài thực vật có hoa trong họ Bứa. Loài này được (Urb.) Alain mô tả khoa học đầu tiên năm 1986.